# ويليام تي ديفيس
ويليام تي ديفيس (بالإنجليزية: William T. Davis)‏ هو عالم نبات وعالم حشرات ومؤرخ وعالم حيوانات أمريكي، ولد في 1862، وتوفي في 1945.

## وصلات خارجية
- ويليام تي ديفيس على موقع ميوزك برينز (الإنجليزية)